# Circuito di via Cristoforo Colombo
Il circuito di via Cristoforo Colombo fu un circuito ciclistico temporaneo di Roma utilizzato per la cronometro a squadre ai Giochi della XVII Olimpiade.

## Storia
Il circuito venne utilizzato per la cronometro a squadre di ciclismo su strada ai Giochi della XVII Olimpiade, il 26 agosto 1960. La gara venne vinta dalla squadra italiana formata dai ciclisti Antonio Bailetti, Ottavio Cogliati, Giacomo Fornoni e Livio Trapè. L'andamento della gara venne funestato per la morte di un atleta in gara, il danese Knud Enemark Jensen.

## Descrizione
Il circuito utilizzava le strade pubbliche della periferia sud di Roma, con partenza e arrivo di fronte al Velodromo Olimpico nelle cui immediate vicinanze vennero allestiti degli stand ed una tribuna con una capienza di 7.500 posti.
La partenza venne collocata come detto di fronte al velodromo, in viale dell'Oceano Pacifico, proseguendo fino all'imbocco sulla via Cristoforo Colombo. Quest'ultima arteria veniva percorsa fino all'altezza della Pineta di Castel Fusano dove era collocata una boa che imponeva di ripercorrere lo stesso tratto di strada, in senso di marcia contrario, per giungere al traguardo anch'esso antistante al velodromo. Un giro sul circuito di via Cristoforo Colombo era lungo 33,333 chilometri e veniva ripetuto per tre volte.